# LRV (ヴィシナル)
この項目では、かつてベルギーに存在した国営の公共交通事業者であったヴィシナルが1980年代に導入した連接式電車について記す。旧型電車の置き換え用として当時残存していた路線に導入され、2020年現在も同社の路線を継承した各事業者が所有する。

## 概要
ベルギーには1991年まで、国内の地域輸送を担う公共交通事業者のヴィシナルが存在しており、最盛期にはベルギー全体に4,500 km以上という網の目のような巨大鉄道網を築き上げていた。だが、第二次世界大戦後はモータリーゼーションの進展によって路線網は路線バスへ置き換えられ続け、1978年に首都・ブリュッセル近郊の路線が廃止されて以降、残存するのはシャルルロワ地域（シャルルロワ市電）と北海沿いを走るベルギー沿岸軌道のみとなった。
これらの路線では、1950年代以降導入されたS形電車を始めとした車両が使用され、一部は近代化工事も行われたが、老朽化が進行していた事もあり、ヴィシナルは今後も存続する事となっていた2路線へ向けて新型車両を導入する事を決定し、1980年に同国の鉄道車両メーカーであるBN（現：ボンバルディア）へ向けて発注が行われた。そして同年以降製造が行われたのが、「LRV」とも呼ばれる連接式電車である。
導入先の線形条件に合わせて片運転台、両運転台の2つの仕様が開発され、前者は定員数が多い一方で乗降扉は車体右側のみに設置されている他、車内の座席配置も異なる。電気機器はベルギーの電機メーカーであったACEC（現：アルストム）が製造を手掛け、前後車体に設置された動力台車には主電動機が1基ずつ配置されている。

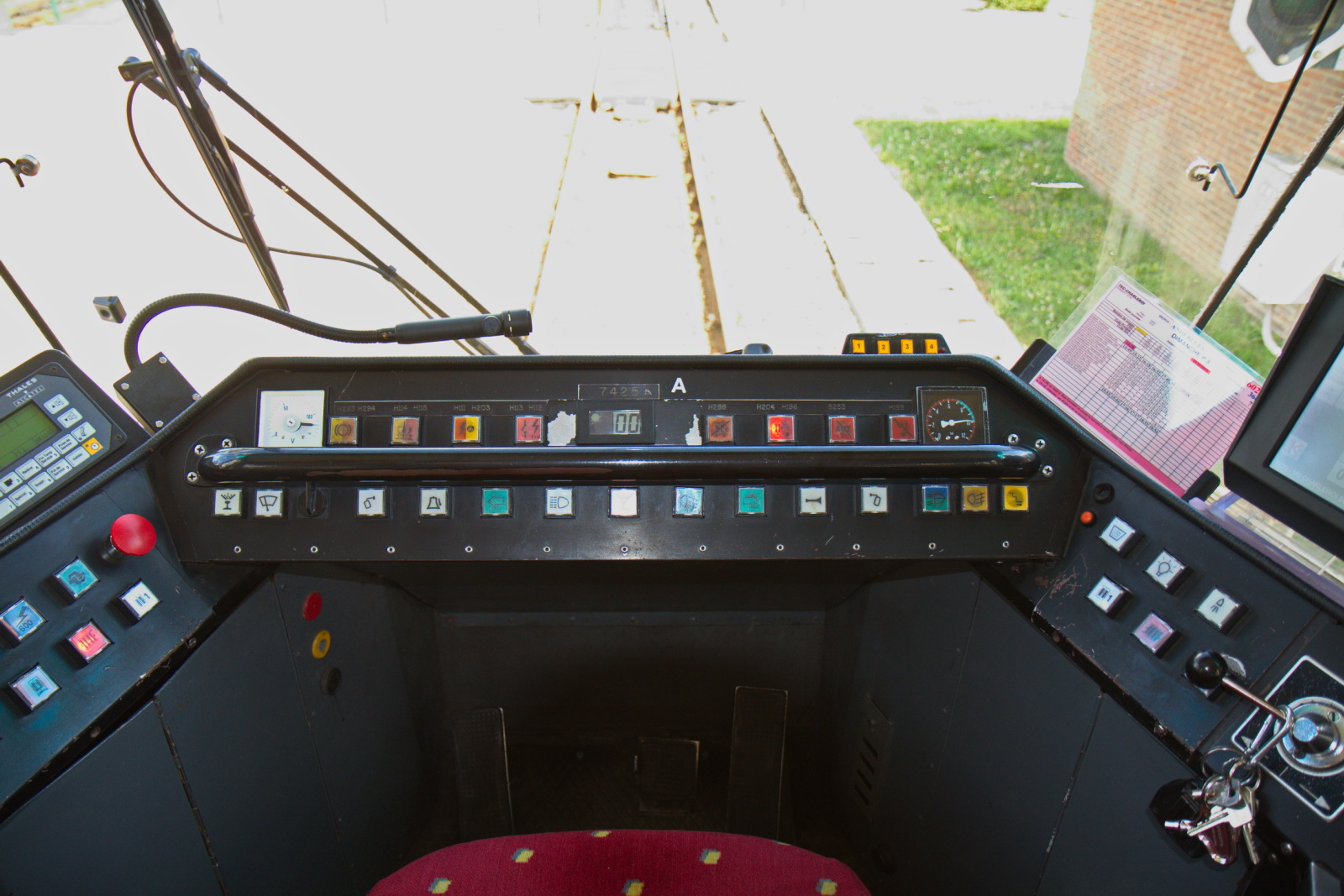
運転台（2017年撮影）
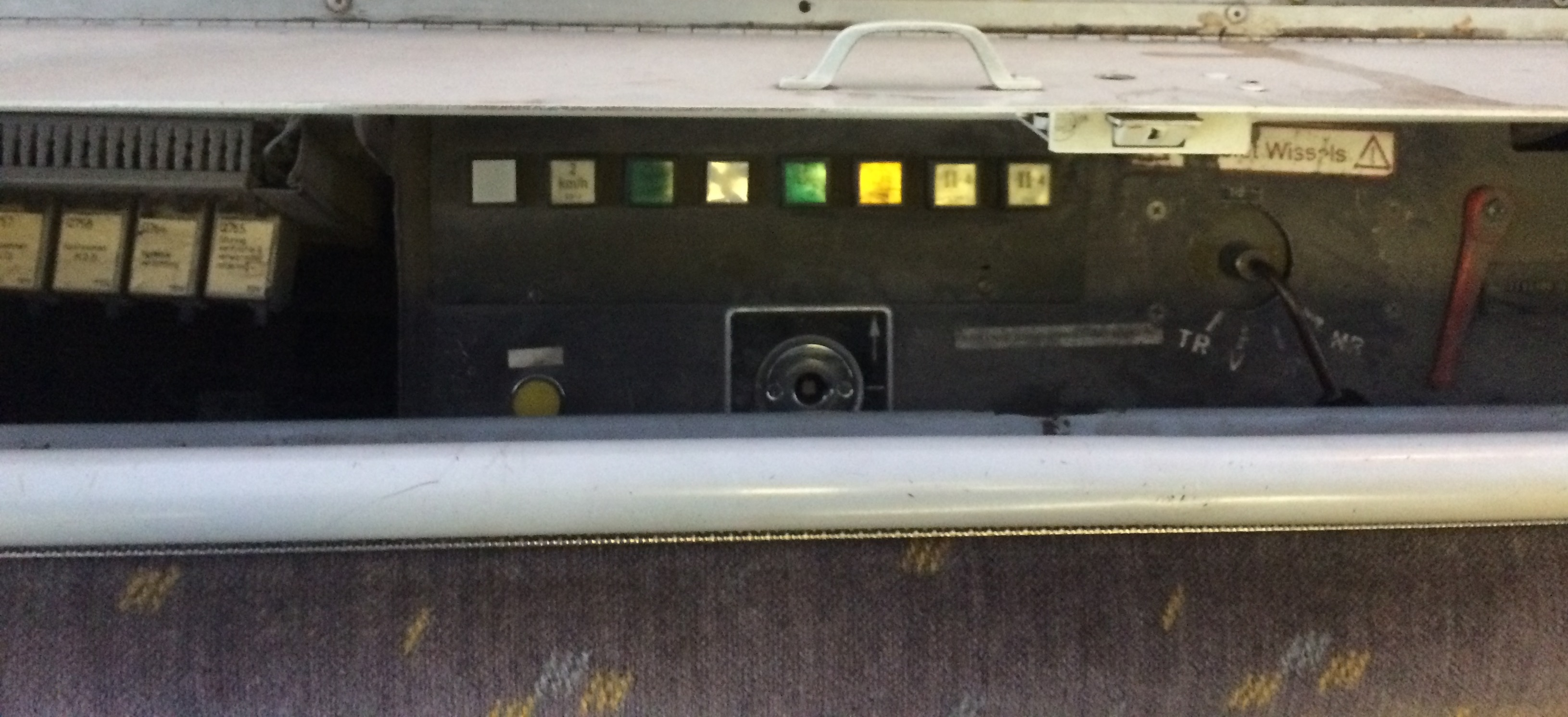
片運転台車の後部車体の簡易運転台（2016年撮影）
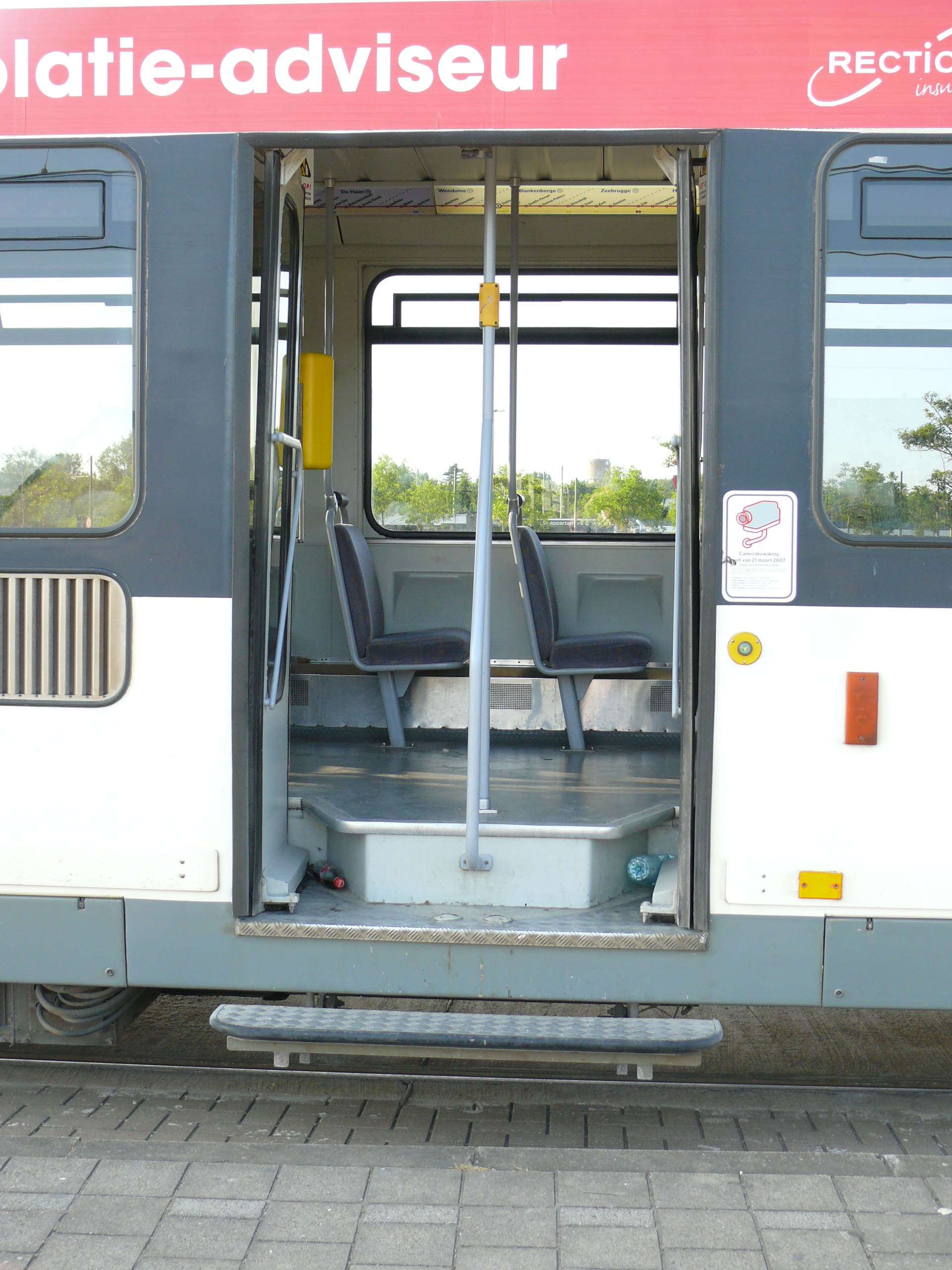
高床車体への乗降にはステップを介する必要がある（2010年撮影）

## 運用・改造
1980年に片運転台（6000）と両運転台（6100）双方の試作車が製造され、試運転を経てまず両運転台車両の量産が行われ、シャルルロワ地域に導入された。一方、片運転台車両については当初の3車体連接車から2車体連接車への変更などの見直しが行われた後、1982年以降ベルギー沿岸軌道へ量産車が導入された。その後の動向は以下の通りである。

### ベルギー沿岸軌道

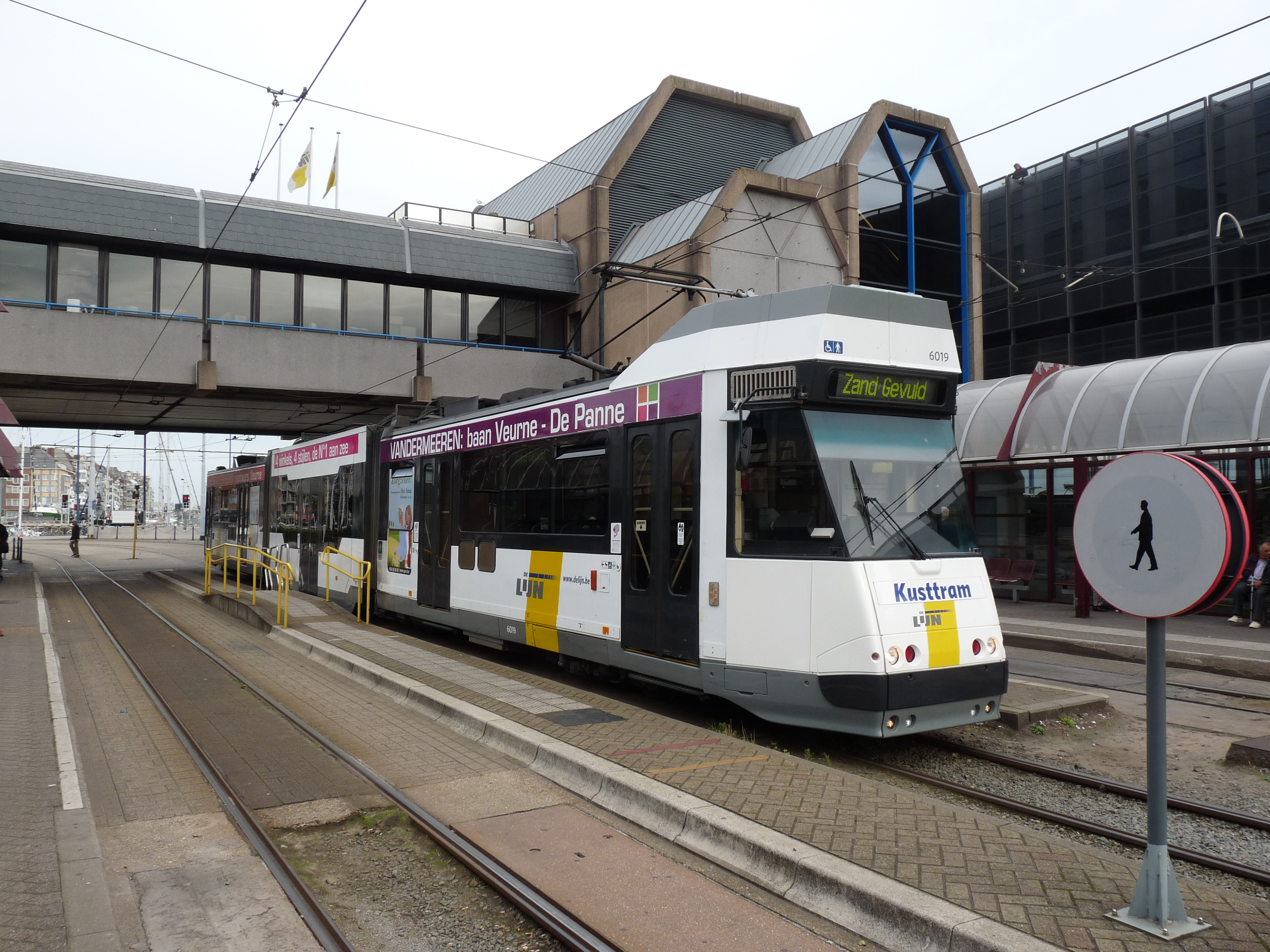
ベルギー沿岸軌道
（2016年撮影）

#### 概要
終端にループ線が存在するベルギー沿岸軌道には片運転台車両の量産車が1982年から1983年にかけて49両（6001 - 6049）導入され、先に製造された試作車の6000と共に旧型電車を置き換えた。
同路線の運営権が1991年にドゥ・レインへ移管された後、1993年から1996年にかけ16両に対して中央部が低床構造となっている中間車体を新造・増結する工事が実施された。それ以降も32両が高床式の2車体連接車のまま残存していたが、BSI式連結器が突き出る前面構造について安全性の問題が指摘され連結運転が中止された事、2000年からドゥ・レインが運営する路線網で65歳以上の高齢者が無料で利用可能となり利用客が急増した事などの理由から、これらの車両についても2002年から2003年に同様の改造が行われた。ただし先に改造された車両と比べて中間車体の車体長が僅かに異なっており、車内の座席配置や着席定員も増加した。また、これと同時に全車とも運転台への冷房装置の搭載も行われており、それに合わせて運転台側の前面デザインが変更された。
それ以降、長年に渡り両タイプ共にベルギー沿岸軌道の主力車両として使用されていたが、製造から35年以上が経過し老朽化が進んでいた事や更なる利用客の増加、延伸への対応などから2021年以降同路線にはスペイン・CAFが製造する超低床電車のウルボス（Urbos）の導入が行われ、順次置き換えが進行した。そして、最後まで定期運用に用いられていた12両についても、製造から40年ほどが経過した2023年9月23日に実施されたさよなら運転を最後に営業運転から撤退した。それ以降も3両は保存団体によって運行可能な状態が維持され、特別運転での使用が予定されている。
3車体連接式の部分超低床電車へ改造後の主要諸元は以下の通り。この表では1993年から1996年に改造された16両を「1次更新車」、2002年から2003年以降改造された32両を「2次更新車」と記す。
| 車種      | 両数 | 車両番号                | 全長     | 床上高さ (低床部分) | 重量 | 着席定員 | 立席定員 |
| --------- | ---- | ----------------------- | -------- | ------------------- | ---- | -------- | -------- |
| 1次更新車 | 16両 | 6023 - 6028 6040 - 6049 | 30,000mm | 300mm               | 48t  | 73人     | 196人    |
| 2次更新車 | 32両 | 6000 - 6022 6030 - 6039 | 31,200mm | 480mm               | 49t  | 83人     | 196人    |

#### ギャラリー

ヴィシナル時代
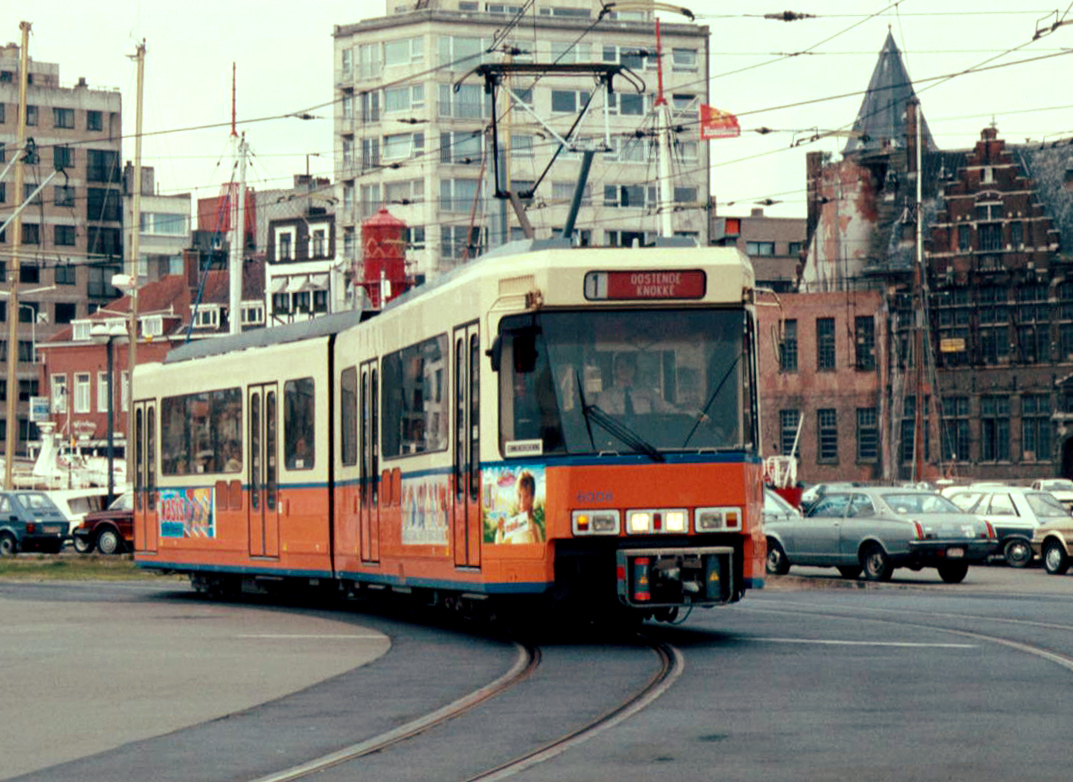
ヴィシナル時代の塗装（1985年撮影）
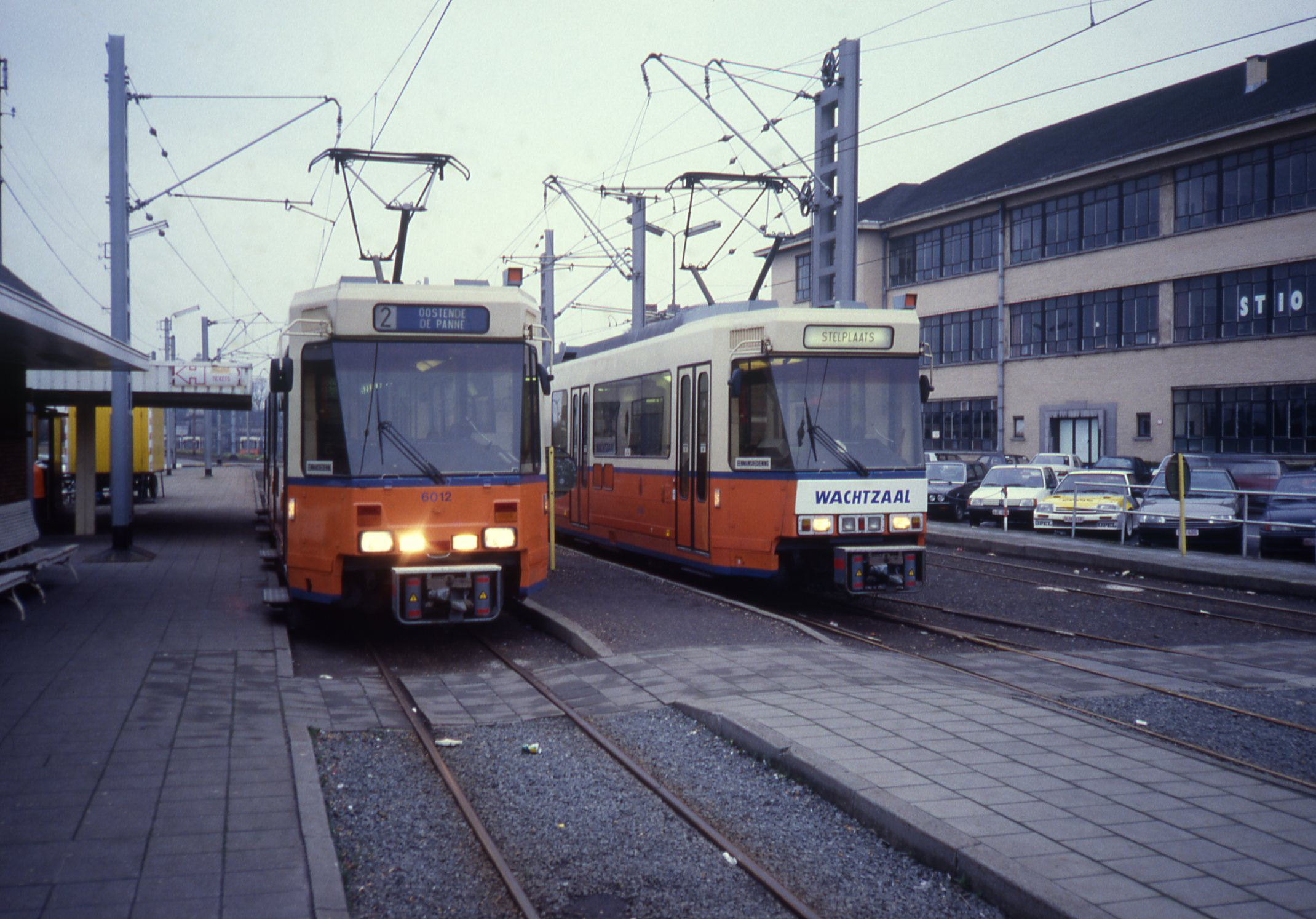
駅に並ぶ車両（1990年撮影）
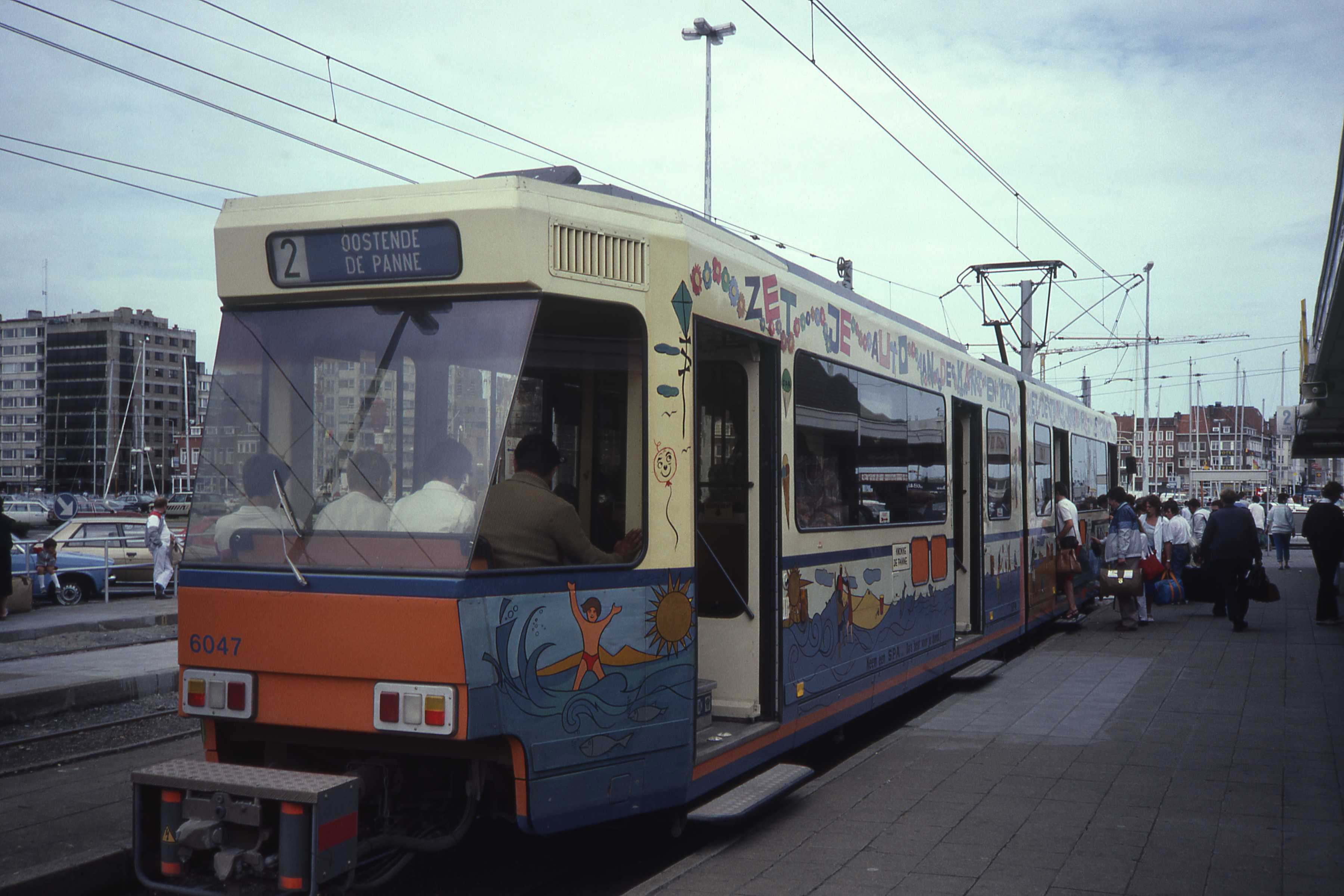
運転台がない後部車体（1986年撮影）
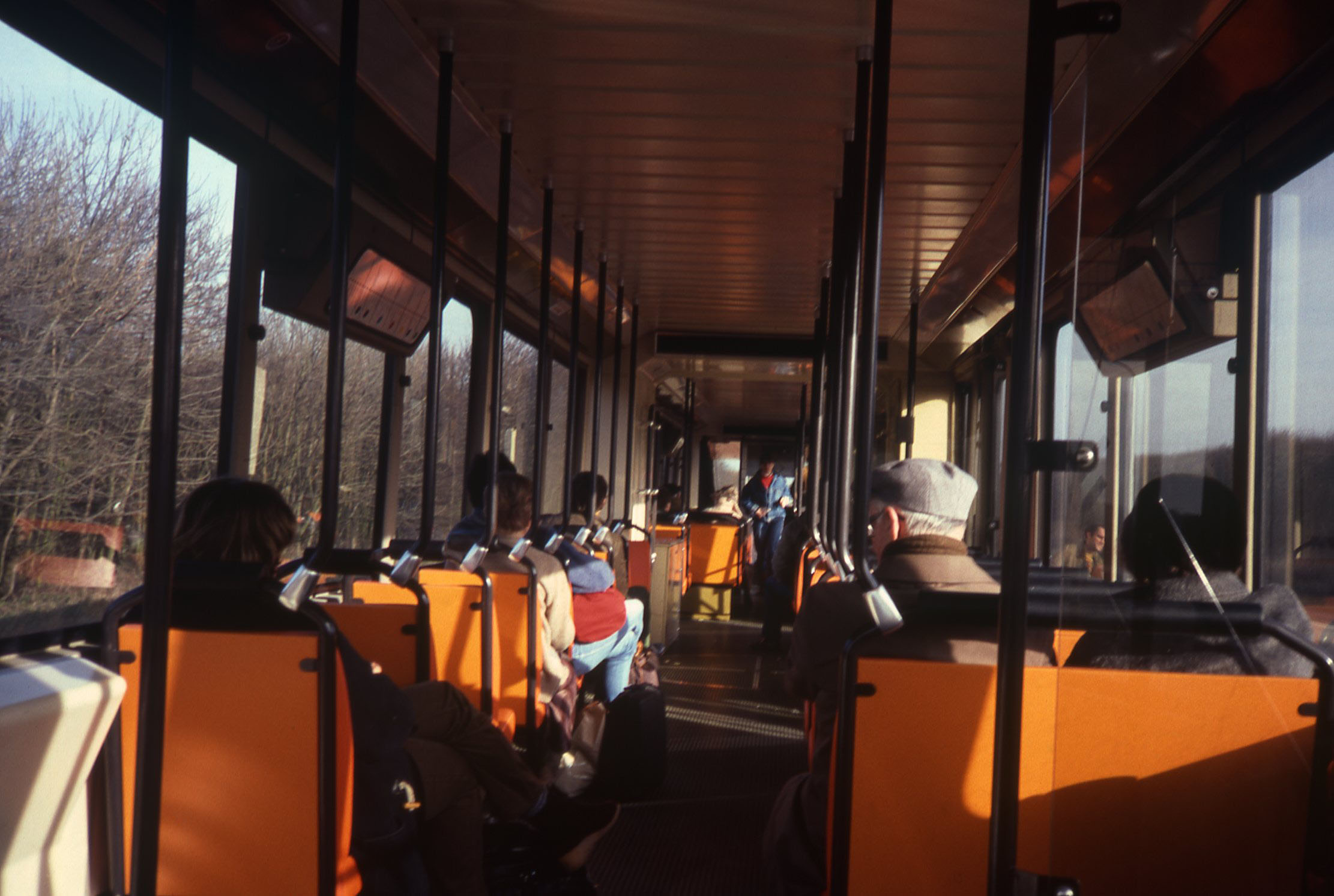
車内（1983年撮影）

ドゥ・レイン時代
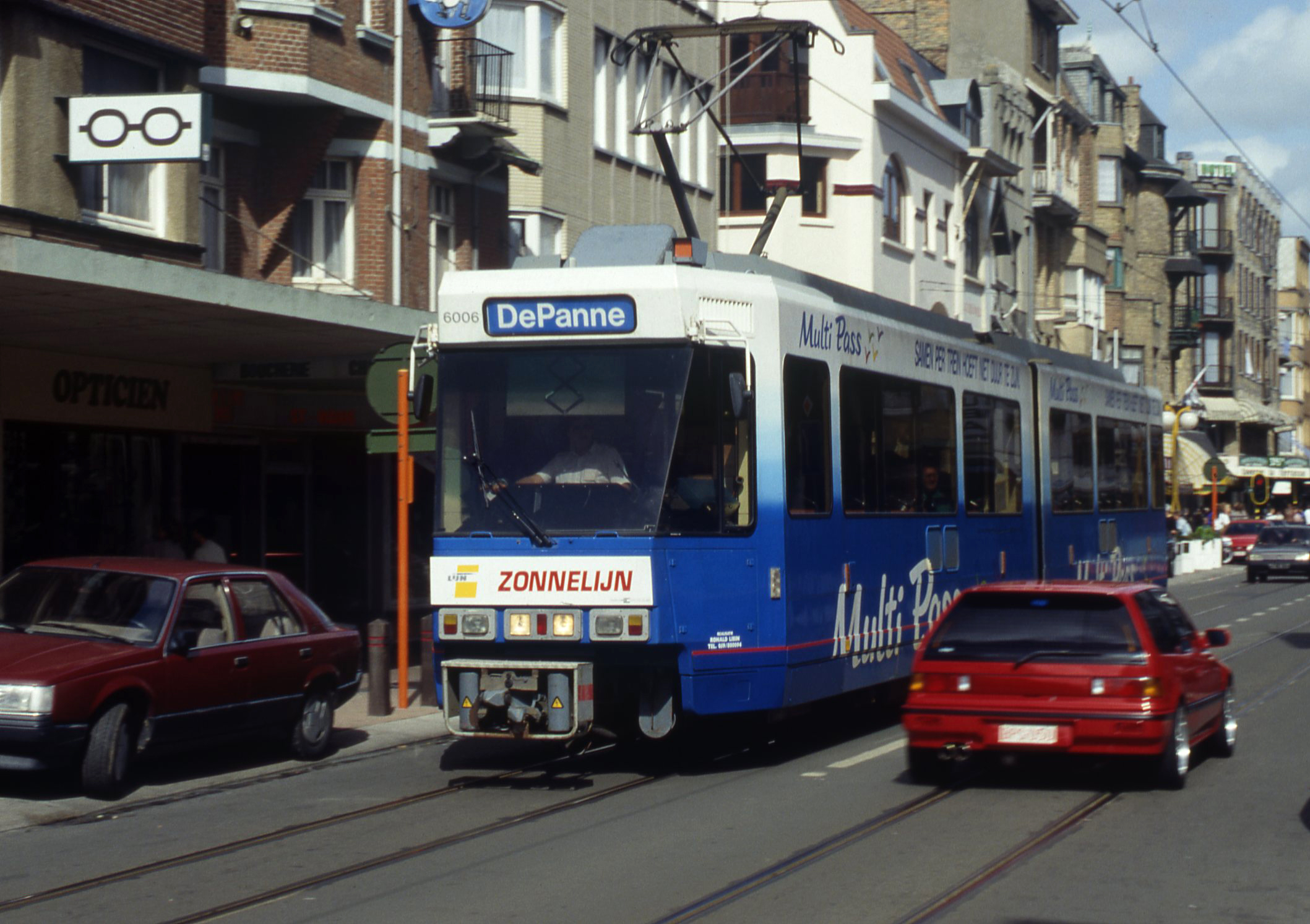
改造前の車両（1992年撮影）
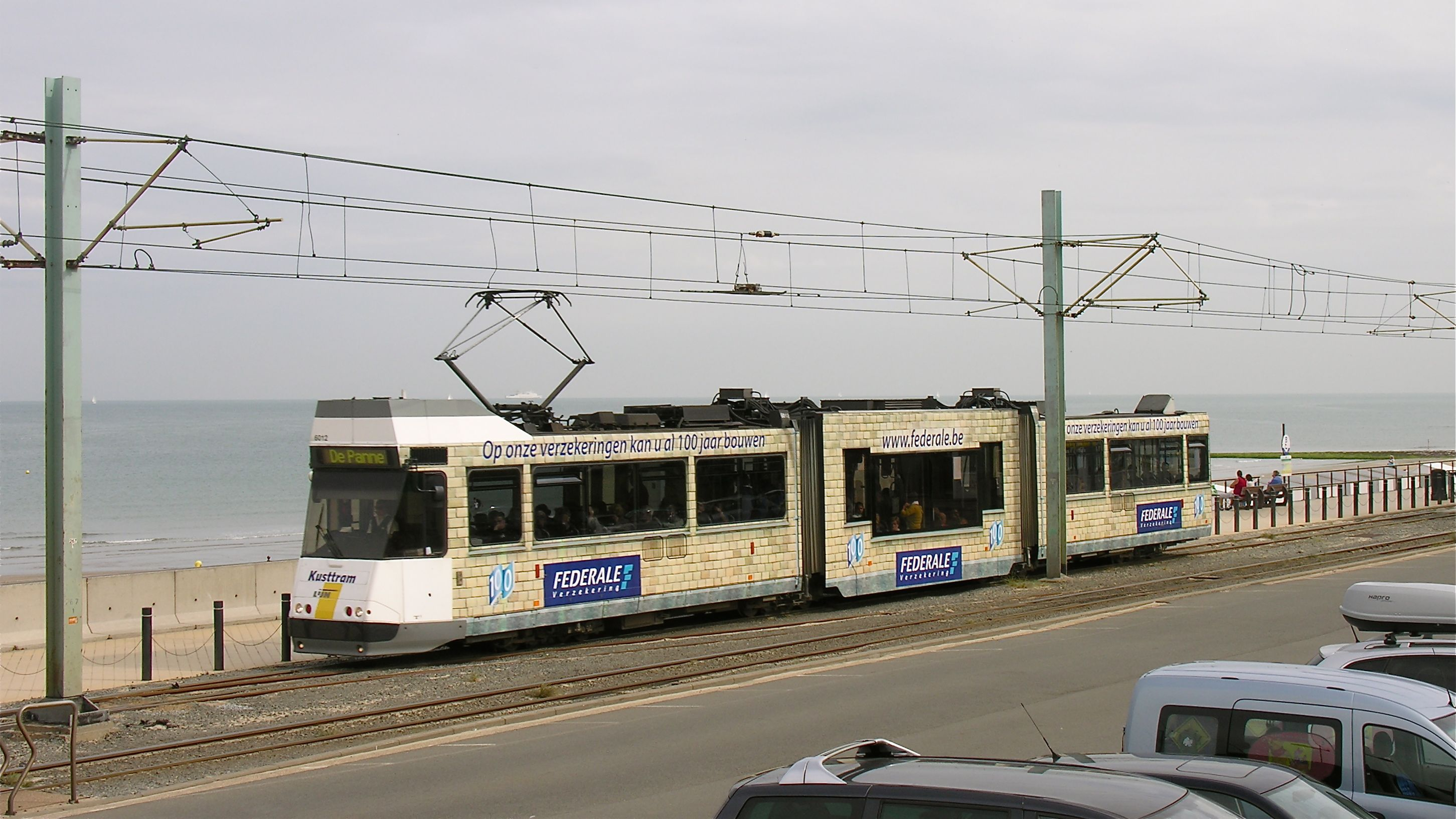
運転台の形状が変更された車両（2011年撮影）
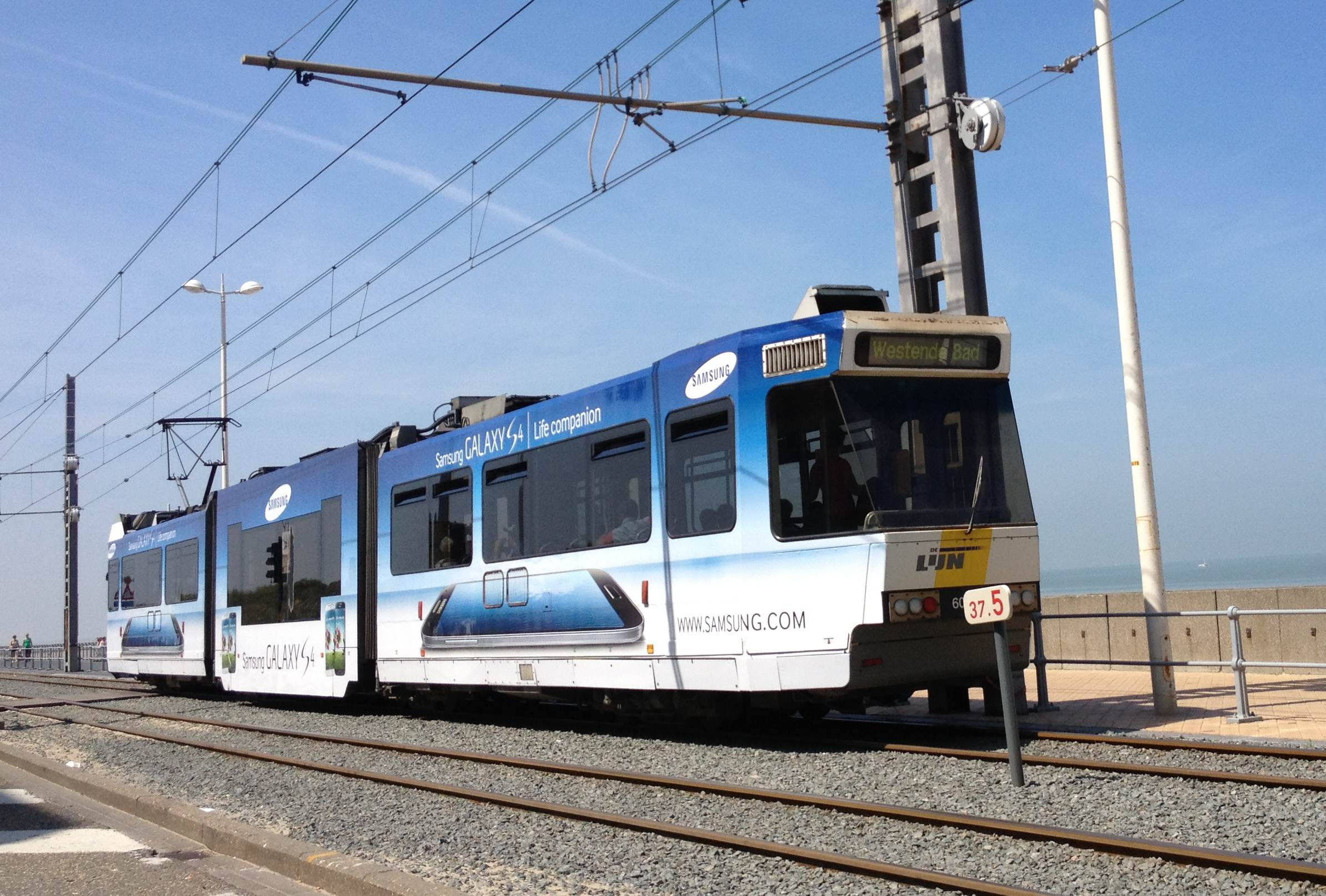
後部車体は原形が保たれている（2013年撮影）
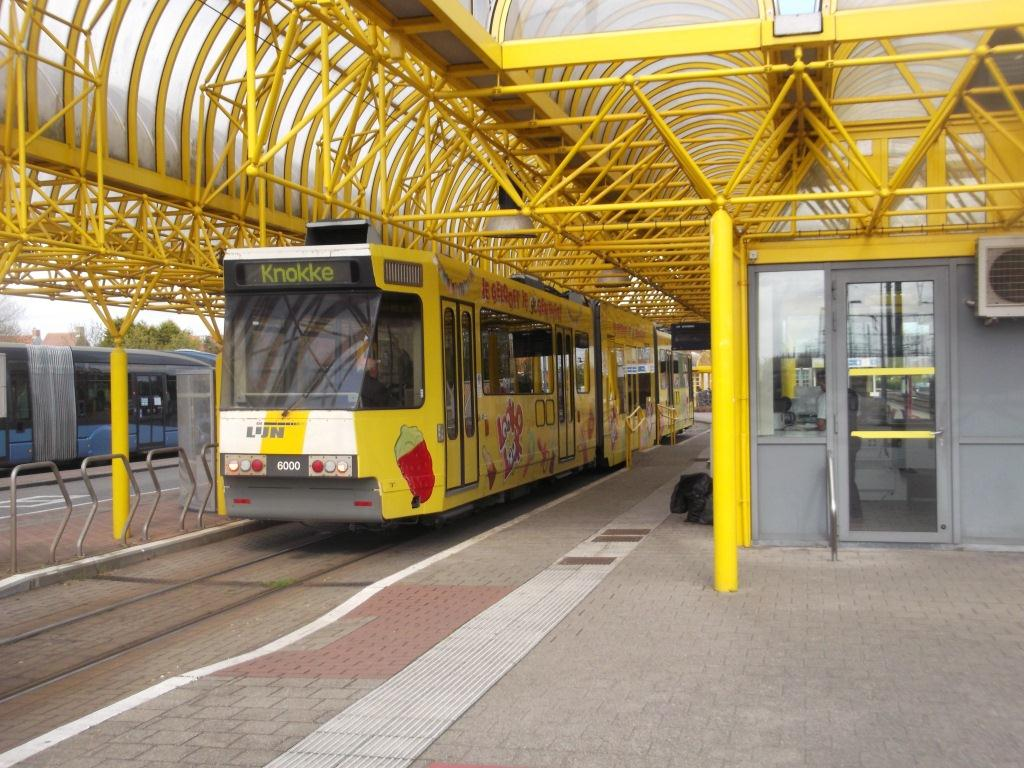
試作車の6000も再度3車体連接車に改造された（2013年撮影）

### シャルルロワ・プレメトロ

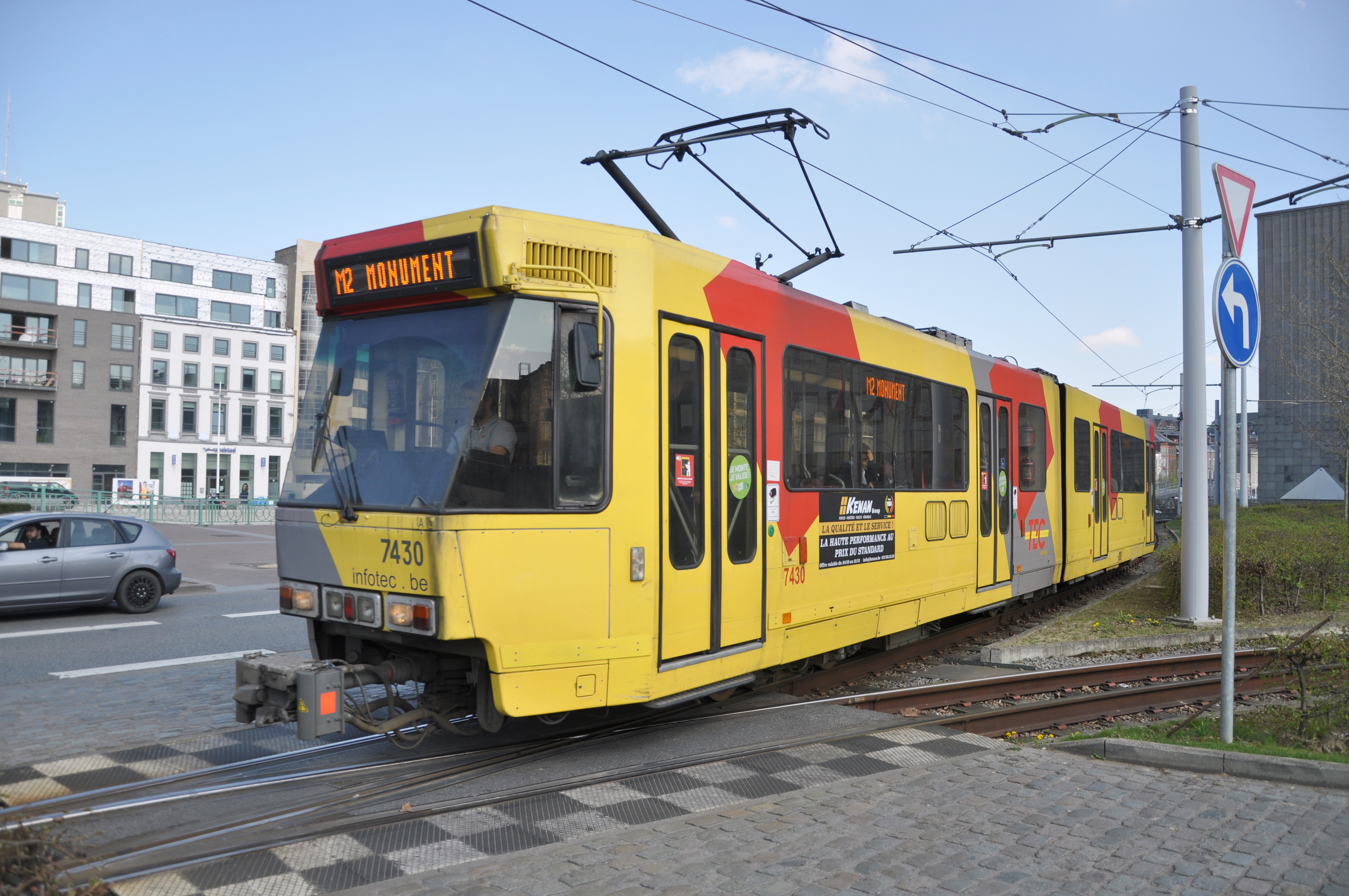
シャルルロワ・プレメトロ
（2017年撮影）

シャルルロワ市内に残存していた路面電車網には、試作車を含めた両運転台車が55両（6100 - 6154）導入されたが、当時のシャルルロワでは路面電車網の路線バスへの置き換えが進み車両数が過剰であった事からヴィシナル時代に営業運転に使用されていたのは29両に過ぎず、半数近くの車両は部品を外され屋外に留置されていた。その後、1991年に運営権がワロン地域交通公社に移管されて以降はプレメトロ網の延伸によりこれらの留置車両の復旧作業が進められた。また、ヴィシナル時代の車両番号は6100番台であったが、ワロン地域交通公社への移管後は塗装変更に合わせて7400番台に改められた。
2020年現在もシャルルロワ・プレメトロ唯一の営業用車両として51両が在籍しており、2017年以降は45両に対してアルストムによる延命を兼ねた近代化工事が進められている。ただしベルギー沿岸軌道と異なり、車体形状の変更や中間車体の増結などの大幅な改造は行われていない。

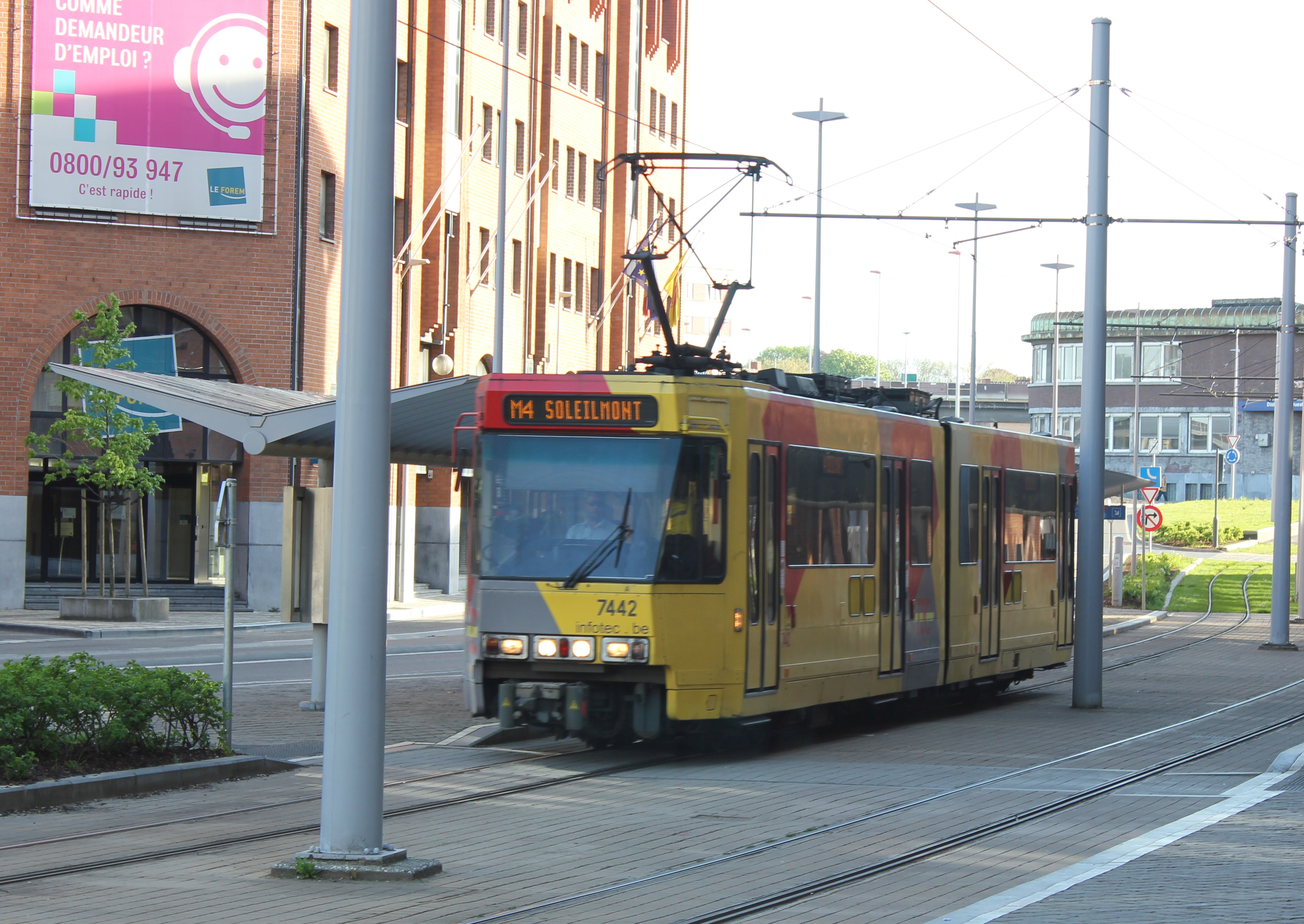
ワロン地域交通公社の塗装（2016年撮影）
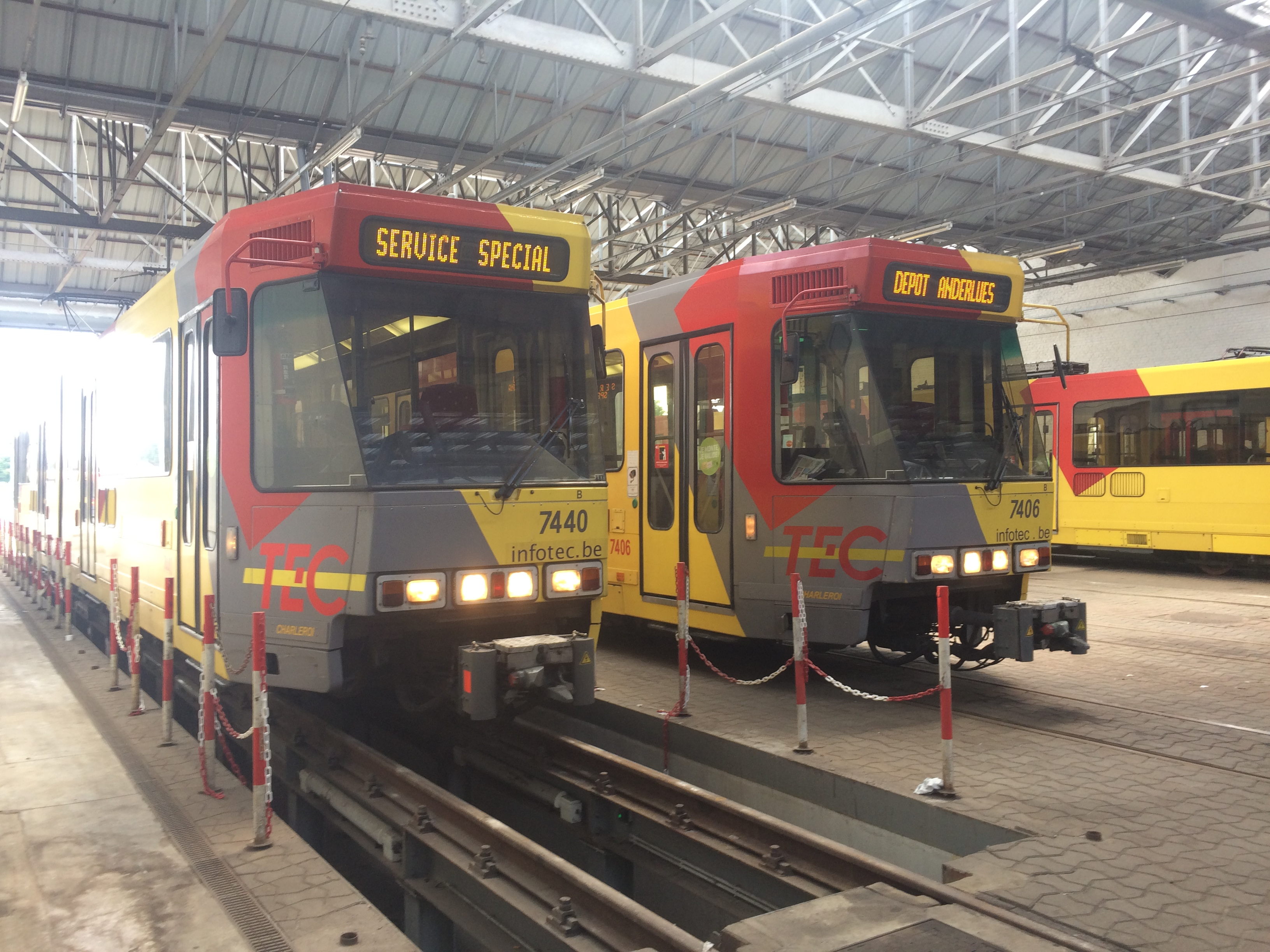
車庫に並ぶ車両（2016年撮影）
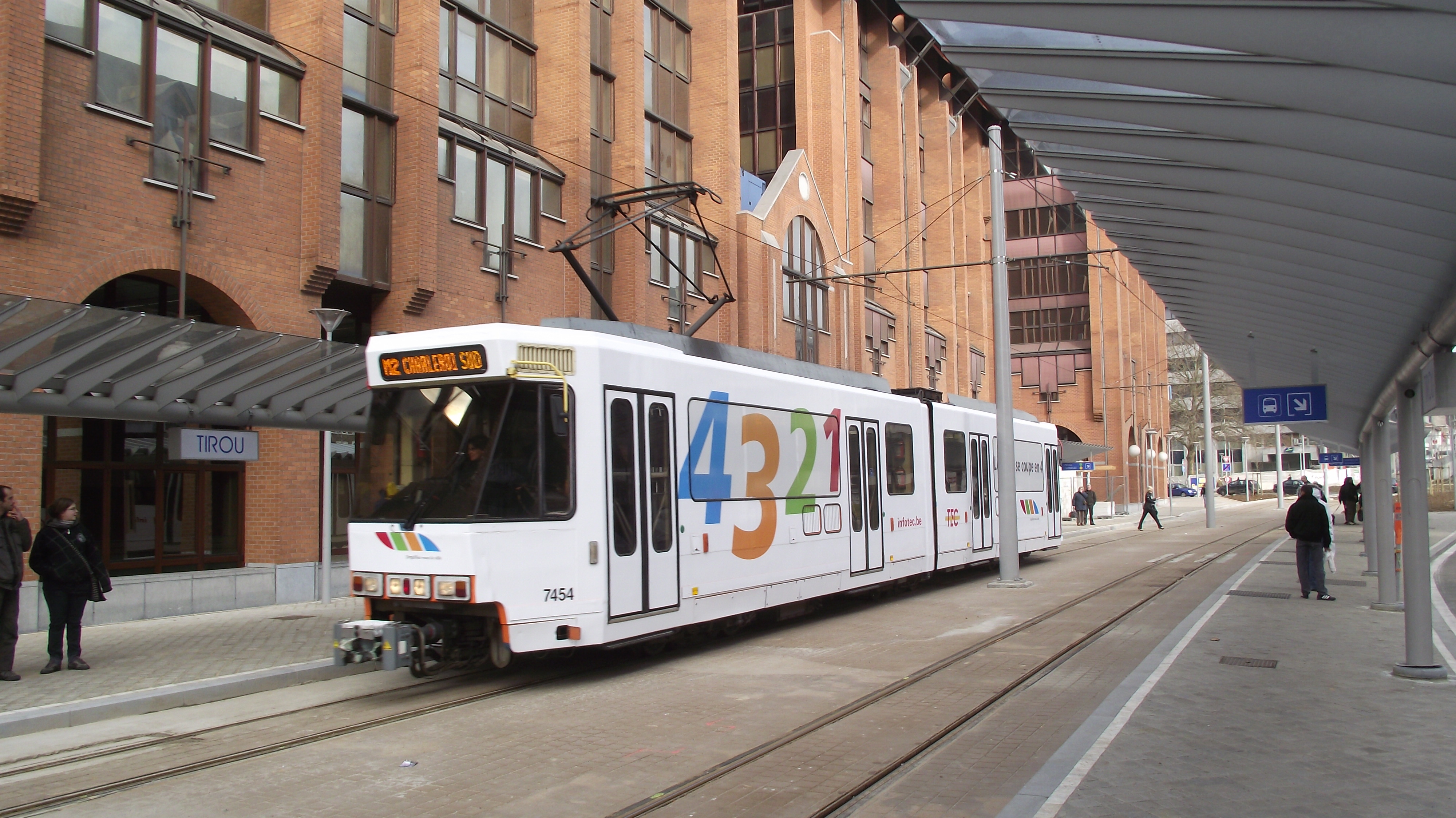
新路線開業を記念したラッピング車両（2012年撮影）
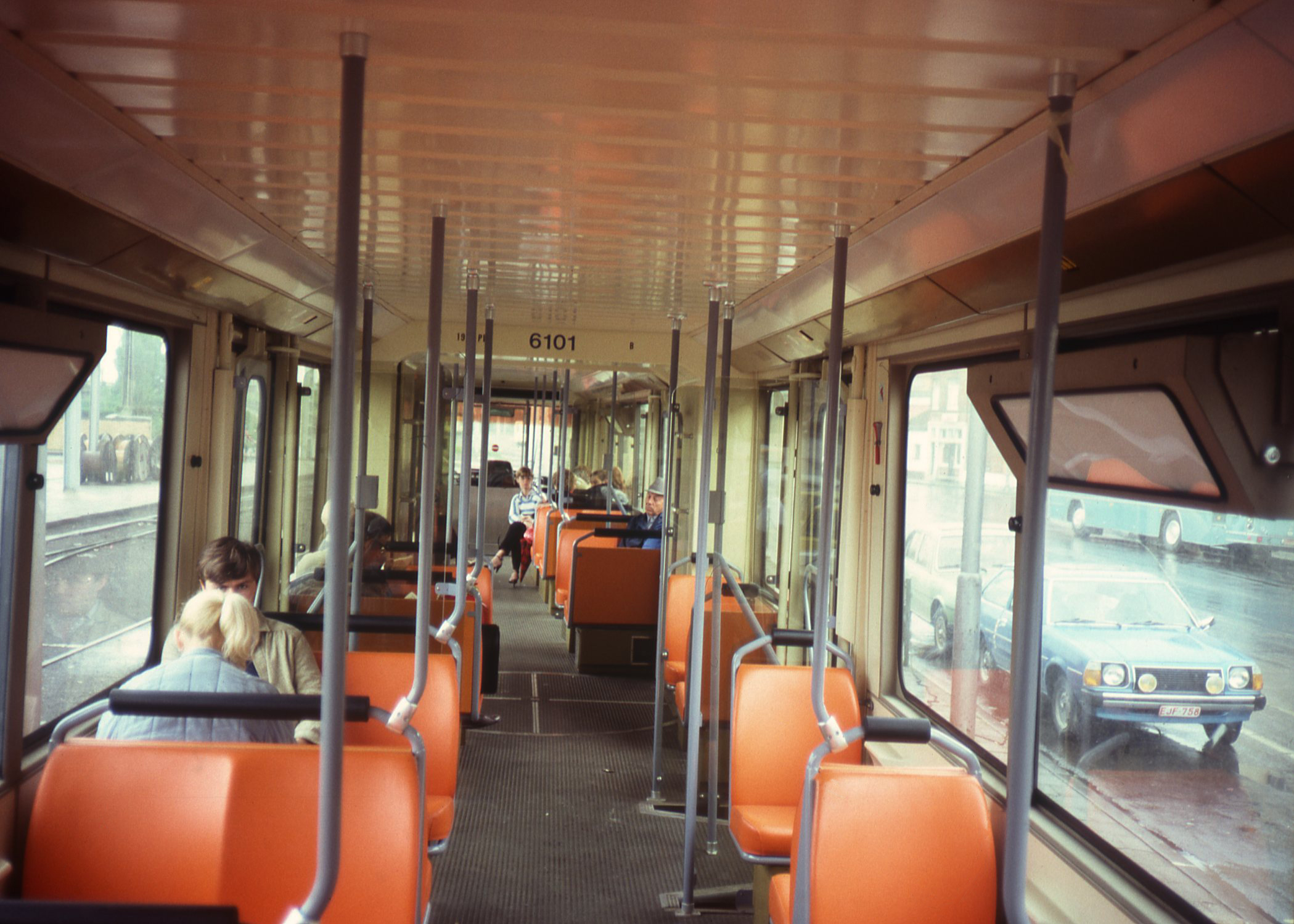
車内（ヴィシナル、1981年撮影）
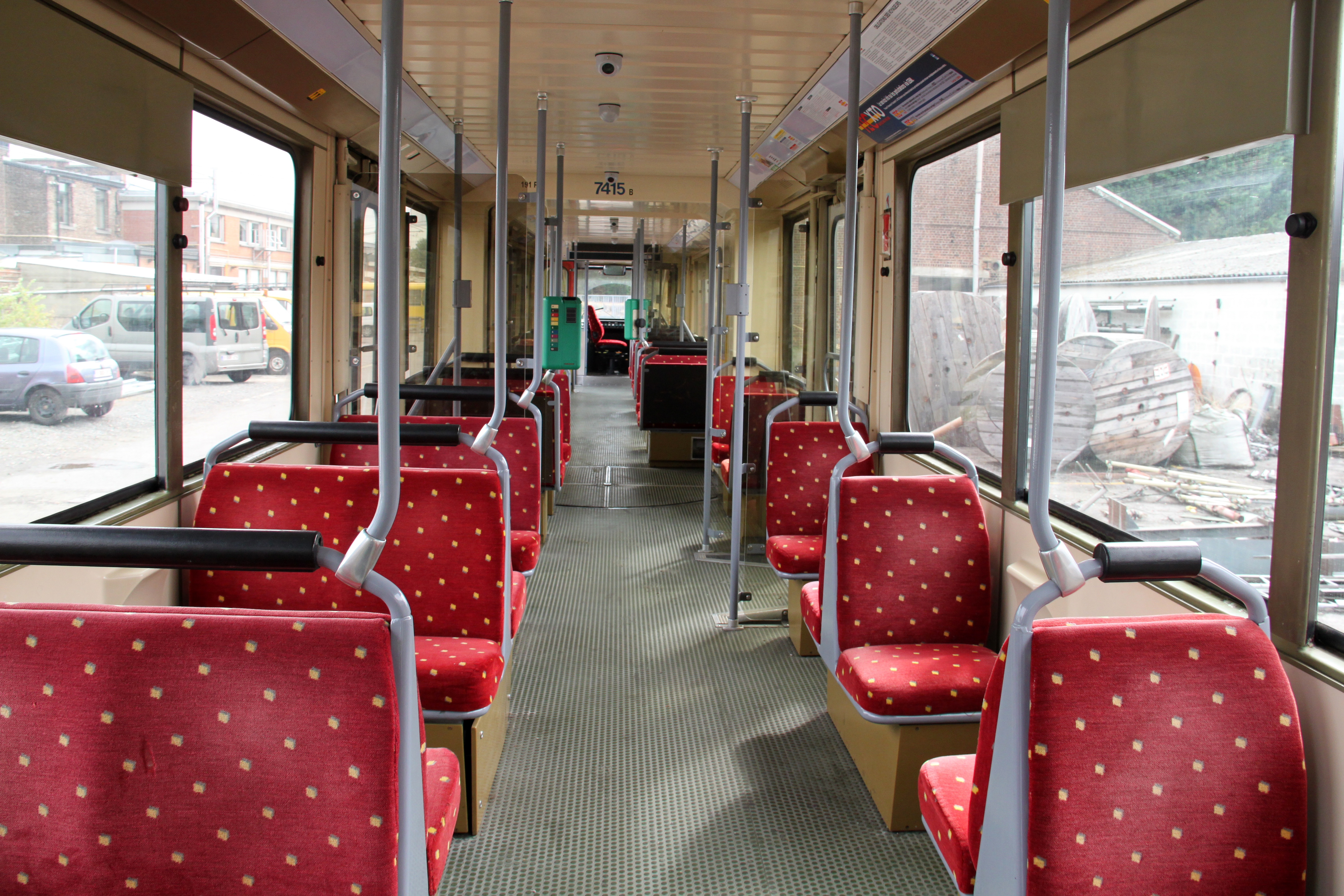
車内（ワロン地域交通公社、2012年撮影）

### その他
シャルルロワ向けの両運転台車として製造された6102については、製造直後の1981年に6103と衝突事故を起こした事で同車の再利用可能な車体や機器を用いた改造が行われた他、試作車（6000）から中間車体が転用され、3車体連接式に改められた。その後はシャルルロワ・プレメトロではなくベルギー沿岸軌道へ導入されたうえ、営業運転には短期間しか使用されなかったものの、2020年現在も同路線の事業用車両として在籍する。なお、廃車された6103については1984年に再度同一番号の車両が製造されている。

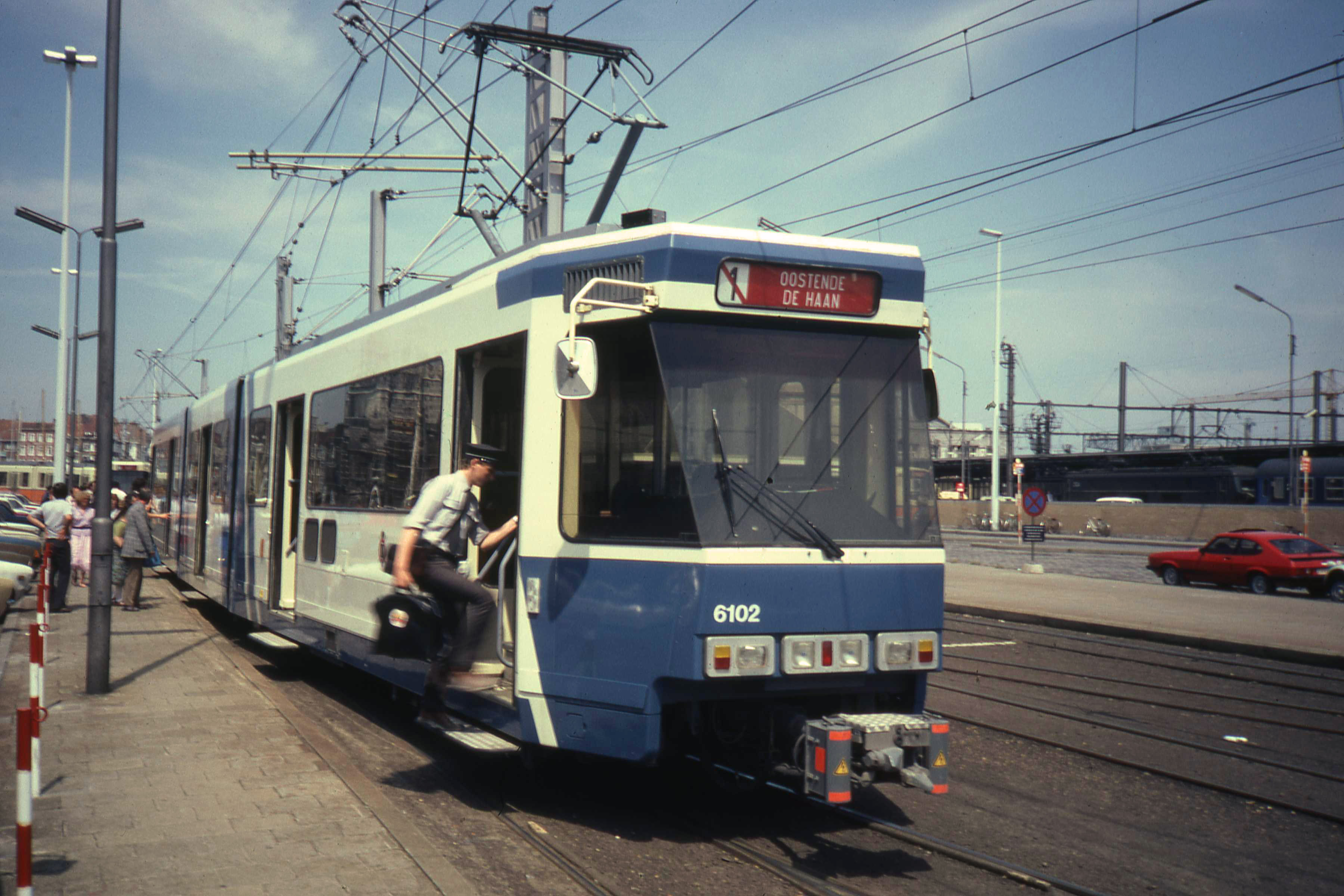
営業運転に使用されていた時代の6102（1982年撮影）
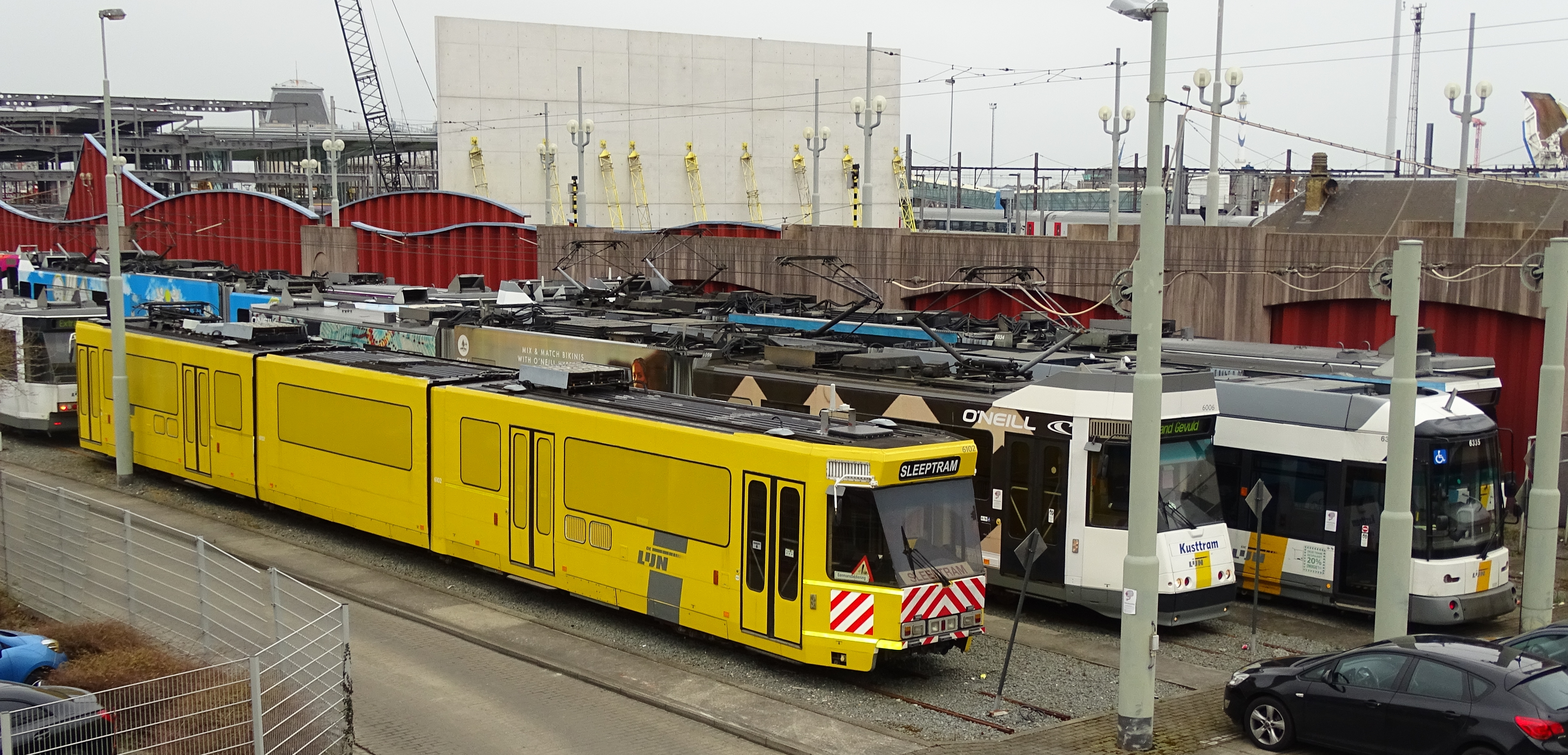
事業用車両として車庫に待機する6102（左、2016年撮影）

## 関連車両
- マニラ・ライトレール1000形電車 - ラ・ブルジョワーズ・エ・ニヴェル（BN）が製造した、フィリピンのライトレール（マニラ・ライトレール）向け車両[21]。

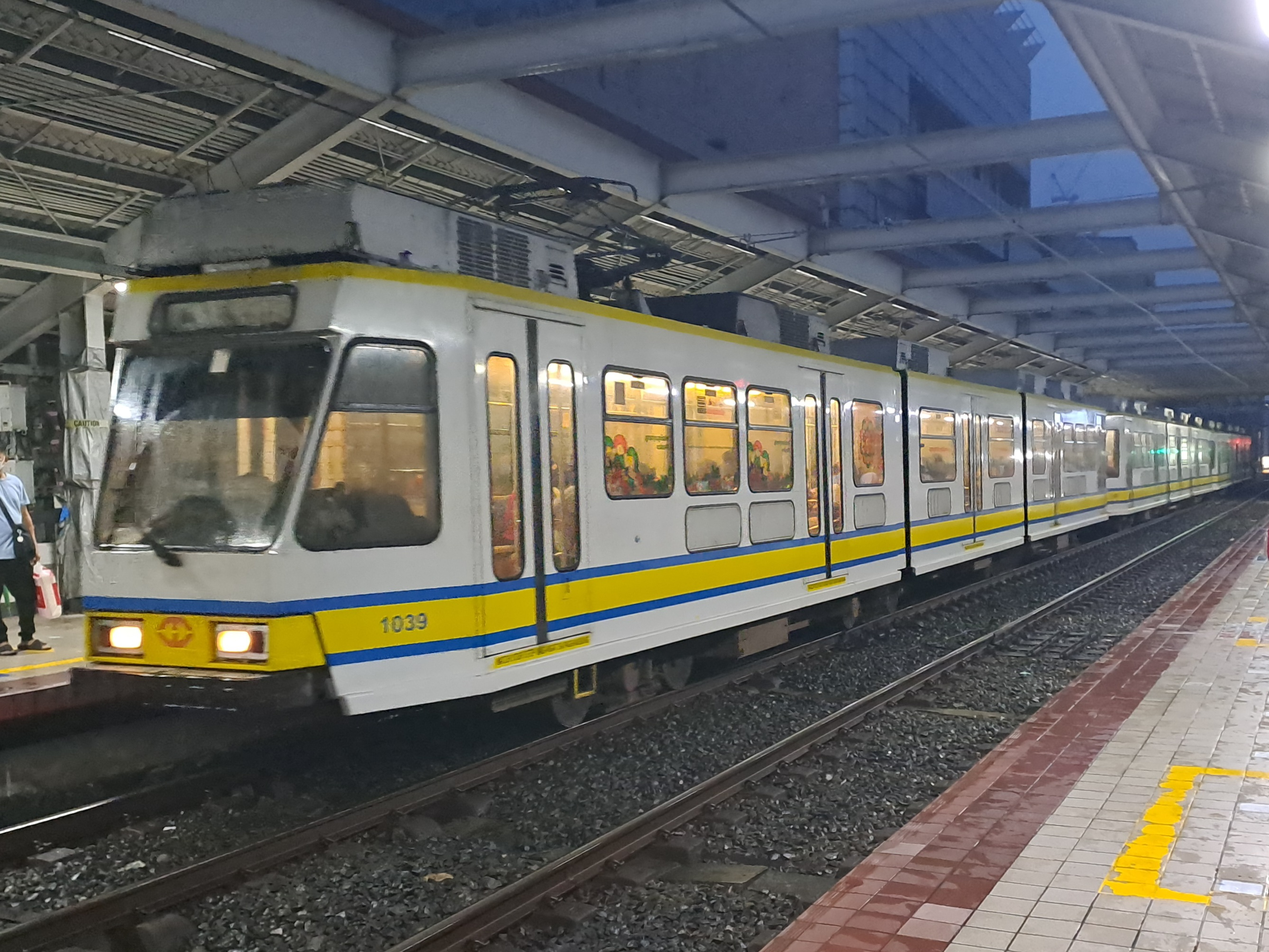
マニラ・ライトレール1000形電車（2023年撮影）